# Dinosèbe
Le dinosèbe, ou 2,4-dinitro-6-(1-méthyl-propyl)phénol, est un composé chimique de la famille des dinitrophénols. Comme les autres dinitrophénols, il a une large activité biocide et peut être utilisé comme insecticide, acaricide, herbicide et fongicide. Cette même activité biocide les a rendus obsolètes en tant qu'insecticides.
Les substances de cette famille sont classées selon leur mode d'action dans la classe M de la classification HRAC des herbicides. Ces substance provoquent un découplage du processus de phosphorylation oxydative causant la rupture presque immédiate de la membrane cellulaire, entraînant une nécrose.
Les sels de triéthanolamine ont été utilisés en pulvérisation pendant la période de dormance pour lutter contre les insectes des arbres fruitiers à feuilles caduques.

## Stéréochimie
| Dinosèbe (2 stéréoisomères) | Dinosèbe (2 stéréoisomères) |
| --------------------------- | --------------------------- |
| (S)-configuration           | (R)-configuration           |